# Ugo Falcando
Ugo Falcando (Normandia, ... – ...; fl. XII secolo) è il nome, presumibilmente fittizio, attribuito a un letterato medievale.
Falcando fu autore di una cronaca latina del Regno di Sicilia della seconda metà del secolo XII, pubblicata per la prima volta a Parigi nel 1550 insieme a una Epistola ad Petrum Panormitanae Ecclesiae thesaurarium de calamitate Siciliae, probabilmente dello stesso autore.

## Autore
Il nome Hugo Falcandus poteva essere letto sul codice da cui Gervasio di Tournay trasse l'editio princeps da lui curata nel 1550: si trattava tuttavia di un manoscritto adespota (senza indicazione dell'autore), di proprietà di Matteo Longuejoue, vescovo di Soissons. Oggi il codice è perduto, e il nome non ricorre né nel testo, né in altre opere dell'epoca. Si può quindi ritenere, secondo l'ipotesi di Enrico Besta, che il nome riportatovi fosse quello di uno dei precedenti proprietari (forse Foucault de Bonneval, predecessore di Mathieu Longuejoue alla diocesi di Soissons). Secondo un'altra ipotesi, potrebbe anche trattarsi di uno pseudonimo usato dal vero autore, o di un nome inventato dallo stesso Tournay che lo pubblicò nel 1550, anche se quest'ultima ipotesi non trova motivazione.  
Un riferimento biografico è l'aver sicuramente vissuto, da adulto, gli anni tra il 1166 e il 1190. Altro dato è la capacità di scrittore di altissimo livello, a suo agio con i classici latini. Infine, doveva trattarsi di persona molto vicina alla corte normanna palermitana, presso cui doveva svolgere alti compiti amministrativi, vista la competenza tecnico-burocratica. 
La sua identità biografica è comunque sconosciuta ed è probabile una sua origine transalpina, forse normanna. È stato ipotizzato, ad esempio, potersi trattare di Guglielmo di Blois, elegante autore della commedia elegiaca latina Alda, fratello di Pietro di Blois, consigliere, quest'ultimo, di Guglielmo II di Sicilia (Guglielmo il Buono).

## Liber De Regno Sicilie
La sua cronaca, «Liber De Regno Sicilie», in latino, copre gli anni 1154-1169. Falcando narrò la storia del Regno normanno di Sicilia, soprattutto sotto il re Guglielmo il Malo (†1166) e dei primi anni del regno di Guglielmo II. Altri personaggi storici che appaoiono sono Ruggero II, Stefano di Perche, Matteo Bonello e Margherita di Navarra e di Sicilia, che rappresentano un tempo felice che si contrappone alla storiografia di età sveva, rappresentata da Bartolomeo di Neocastro, Niccolò Speciale e Guido delle Colonne.
La narrazione è programmaticamente limitata agli avvenimenti: intrighi e violenze di un mondo curiale palermitano che lasciano un'impressione di malvagità e di corruzione apocalittica, probabilmente al di là della realtà storica. Dal punto di vista politico, Falcando è chiaramente fautore dello fazione baronale, che si contrapponeva alla politica accentratrice portata avanti dalla Corona che si appoggiava, per questo, alle forze "nuove" emergenti nel regno di Sicilia, soprattutto borghesi (Maione di Bari) e musulmani convertiti (Pietro il Gaito, Cancellarius del Regnum).

## Epistola ad Petrum
Il curatore della editio princeps del 1550, Gervasio de Tournay, aggiunse alla pubblicazione anche una Epistola ad Petrum Panormitanae Ecclesiae thesaurarium de calamitate Siciliae, probabilmente dello stesso autore.
Nella missiva, si metteva in guardia dai rischi che si profilavano sul Regno di Sicilia dopo che l'improvvisa morte di Guglielmo il Buono, avvenuta nel 1189, apriva la strada del Regno a quella che l'autore della lettera temeva come l'onda di barbarie tedesca rappresentata dagli Hohenstaufen. Di fronte alla minaccia della dinastia sveva, invocava l'unità tra cristiani e musulmani di Sicilia.